# Hyphantrophaga autographae
Hyphantrophaga autographae là một loài ruồi trong họ Tachinidae.